# Дівчина з Джерсі
Дівчина з Джерсі (англ. Jersey Girl) — американська комедійна драма 2004 року режисера Кевіна Сміта з Беном Аффлеком, Дженніфер Лопез та Лів Тайлер у головних ролях.

## Синопсис
Оллі Трінк (Бен Аффлек) зробив чудову кар'єру, одружився з коханою жінкою і чекає на народження дитини. Але ця ідилія починає руйнуватися, коли народжуючи помирає дружина Оллі і він тепер мусить виховувати дочку. Для такої людини як він, це є справжньою катастрофою: починає руйнуватися його кар'єра та особисте життя. Він втрачає роботу і вирішує переселитись до Нью-Джерсі, місця де він виріс.

## У ролях
| Актор           | Персонаж           | Роль                                  |
| --------------- | ------------------ | ------------------------------------- |
| Бен Аффлек      | Оллі Трінк         | батько одинак                         |
| Лів Тайлер      | Мая Ґардінґ        | студентка, яка працює у відеокрамниці |
| Дженніфер Лопез | Герті Стенлі Трінк | померла дружина Оллі                  |
| Ракель Кастро   | Герті Трінк        | донька Оллі                           |
| Джордж Карлін   | Барт Трінк         | батько Оллі                           |
| Майк Старр      | Блок               |                                       |
| Стівен Рут      | Ґріні              |                                       |
| Джейсон Біггс   | Артур Брікмен      |                                       |
| Епата Меркерсон |                    | лікарка                               |
| Джейсон Лі      |                    | піарщик №1                            |
| Метт Деймон     |                    | піарщик №2                            |

## Нагороди
- 2005 — Бен Аффлек («Золота малина»  в номінації «Найгірший актор»)
- 2005 — Бен Аффлек і Лів Тайлер («Золота малина» в номінації «Найгірший акторський дует»)
- 2005 — Дженніфер Лопез («Золота малина»  «Найгірша акторка другого плану»)

## Цікаві факти
- Зйомки фільму повинні були початися в квітні 2002, але через зайнятість Бена Аффлека в зйомках фільму «Шибайголова», час був перенесений на липень того ж року. Зйомки розпочалися 9 серпня, а закінчилися 1 листопада 2002 року.
- Картина не має нічого спільного з фільмом, що вийшов 1992 року.
- Спочатку Кевін Сміт планував зняти в ролі, яку зіграла Дженніфер Лопез, Джої Лорен Адамс, що грала разом з Аффлеком в його картині «У гонитві за Емі».